# Rököl
Rököl bryggs med en delmängd rökt malt. Då man i äldre tider troligen torkade all malt över eld, bör den mesta ölen ha haft någon rökighet. Idag kan vissa sorters ale, som bryggs enligt gamla traditioner, och porter, ha rökig karaktär. Mest känd av rökölen är tysk Rauchbier, med en mycket kraftigt framträdande karaktär av rökighet. I Sverige är gotlandsdrickan den mest kända brygden med rökkaraktär, även om denna inte kan räknas som öl i egentlig mening.[källa behövs]